# Gates-of-the-Arctic-Nationalpark
Der Nationalpark Gates of the Arctic (Tore zur Arktis, englisch Gates of the Arctic National Park and Preserve) ist nach dem Wrangell-St.-Elias-Nationalpark der zweitgrößte Nationalpark der USA.
Er umfasst eine große unberührte Wildnis in den Endicott und den Schwatka Mountains der Brookskette von Alaska. Das Gebiet enthält ein Labyrinth von Talsenken mit Gletschern und schroffe Berge mit nördlichen Wäldern und arktischer Tundravegetation, die durch wilde Flüsse eingeschnitten sind.
Das 1980 durch den Alaska National Interest Lands Conservation Act zum Nationalpark erklärte Gebiet liegt nördlich des Polarkreises. Karibus, Moschusochsen, Wölfe und Bären bevölkern das wissenschaftlich bedeutende Gebiet. Sein Kerngebiet ist als Nationalpark ausgewiesen, weitere Flächen haben den geringeren Schutzstatus einer National Preserve. In ihnen ist die Jagd erlaubt.
Teil des Nationalparks ist ein Wilderness Area, der zusammen mit der Noatak Wilderness im westlich angrenzenden Noatak National Preserve mit über 51.570 km² das größte zusammenhängende Wildnisgebiet der USA bildet. Die innerhalb der Parkgrenzen liegenden Abschnitte der Flüsse Alatna, John, Kobuk, Koyukuk, Noatak und Tinayguk sind als Wild and Scenic River ausgewiesen. Das Preserve wird von der Weltnaturschutzunion in der Kategorie V (Geschützte Landschaft) geführt.

## Ökologie
Der boreale Wald erstreckt sich bis etwa 68 Grad nördlicher Breite und ist durch Schwarz- und Weißfichten gemischt mit Pappeln gekennzeichnet. Nördlich dieser Linie, die mit dem Rücken der Brooks Range zusammenfällt, liegt kaltes, trockenes Land, das als "arktische Wüste" beschrieben wurde. In den langen Wintern können die Temperaturen bis zu −59 °C (−75 °F) erreichen, im Sommer jedoch für kurze Zeit bis zu 32 °C (90 °F). Der Park liegt oberhalb des Polarkreises.
Zur Fauna gehören Braunbären, Schwarzbären, Moschusochsen, Elche, Dallschafe, Timberwölfe, Vielfraße, Kojoten, Luchse, Murmeltiere, Stachelschweine, Flussotter, Rot- und Polarfuchsarten, Biber, Schneeschuhhasen, Bisamratten, Weißkopfseeadler, Steinadler, Wanderfalken, Fischadler, Horn- und Habichtskäuze.  Mehr als eine halbe Million Karibus, darunter die Herden der Central Arctic, Western Arctic, Teshekpuk und Porcupine, wandern zweimal im Jahr durch die zentrale Brooks Range, im Sommer nach Norden und im Winter nach Süden. Karibus sind eine wichtige Nahrungsquelle für die einheimische Bevölkerung. Der Park ist die nördlichste Grenze des Verbreitungsgebiets des Dall-Schafs. Etwa 132 Braunbären leben im Park und im Reservat, basierend auf einer Dichte von etwa einem Bären pro 100 Quadratmeilen (260 km²).

## Geologie
Der Park umfasst einen Großteil der zentralen und östlichen Brooks Range. Er erstreckt sich im Osten bis zum Middle Fork des Koyukuk River, der vom Dalton Highway und der Trans-Alaska Pipeline durchzogen wird. Der Park überspannt die kontinentale Wasserscheide, die die Abflüsse des Pazifischen und Arktischen Ozeans trennt. Der nördlichste Teil des Parks umfasst kleine Teile der Tundra des arktischen Vorgebirges. Die Brooks Range nimmt den zentralen Teil des Parks ein und verläuft in Ost-West-Richtung. Südlich der Brooks Range verläuft der Ambler-Chandalar-Rücken mit den dazugehörigen Tälern und Seen in Ost-West-Richtung. Der südlichste Teil des Parks umfasst die Kobuk-Selawik Lowlands, mit dem Oberlauf des Kobuk River. Die Brooks Range wurde wiederholt vergletschert, wobei die jüngste Vergletscherung, die Itkillik-Vergletscherung, von vor etwa 24.000 Jahren bis etwa 1500 bis 1200 Jahre vor der Gegenwart dauerte.